# ألان أريجوني
ألان أريجوني هو لاعب كرة قدم سويسري في مركز ظهير ‏، ولد في 4 نوفمبر 1998 في زيورخ في سويسرا. لعب مع نادي غراسهوبر زيوريخ.

## وصلات خارجية
- ألان أريجوني على موقع الاتحاد الأوربي (الإنجليزية)
- ألان أريجوني على موقع الدوري الأمريكي (الإنجليزية)
- ألان أريجوني على موقع قاعدة بيانات كرة القدم.إي يو (الإنجليزية)
- ألان أريجوني على موقع Soccerway.com (الإنجليزية)
- ألان أريجوني على موقع عالم كرة القدم.نت (الإنجليزية)